# Mélanie Pugin
Mélanie Pugin (3 de mayo de 1990) es una deportista francesa que compite en ciclismo de montaña en la disciplina de campo a través. Ganó una medalla de oro en el Campeonato Mundial de Ciclismo de Montaña de 2020, en la prueba de campo a través con bicicleta eléctrica.

## Medallero internacional
| Campeonato Mundial | Campeonato Mundial | Campeonato Mundial | Campeonato Mundial     |
| Año                | Lugar              | Medalla            | Competición            |
| ------------------ | ------------------ | ------------------ | ---------------------- |
| 2020               | Leogang (Austria)  | Medalla de oro     | Campo a través (b. e.) |